# Araneus iviei
Araneus iviei là một loài nhện trong họ Araneidae.
Loài này thuộc chi Araneus. Araneus iviei được miêu tả năm 1951 bởi Archer.